# Panther-Lilie
Die Panther-Lilie (Lilium pardalinum) ist eine Pflanzenart aus der Gattung der Lilien (Lilium) in der amerikanischen Sektion.

## Beschreibung
Die Panther-Lilie erreicht eine Wuchshöhe zwischen 100 cm und 230 cm. Die Zwiebeln sind rundlich, sie bestehen aus gelblich-weißen Schuppen und bilden Rhizome aus.
Der Stängel ist glatt und gerade, die Blätter lanzettförmig, zwischen 4,9 und 26,5 cm lang und zwischen 0,3 cm und 5,6 cm breit. Sie sind nach unten gebogen in ein bis sechs Kränzen a 3 bis 19 Blättern um den Stängel angeordnet oder um ihn verteilt, die Blattränder papillös.
Die Pflanze blüht im August mit 10 bis 20 in einer Rispe nickender, nicht duftender Blüten. Die Blüten bestehen aus sechs rückwärts gerollten 3,5 bis 10,4 cm langen und 0,9 bis 2,2 cm breiten Blütenblättern (türkenbundform). Es sind drei Kron- und drei Kelchblätter, die sich aber sehr ähnlich sehen. Die Grundfarbe der Blüten ist leuchtend Gelb-Orange, zur Spitze hin in Rot übergehend mit braunen Punkten im gelben Bereich. Die Antheren und Pollen sind schokoladenbraun und die Filamente grünlich-weiß.
Die Samen reifen in ovalen 22 bis 57 mm großen Samenkapseln heran. Der Samen der Pantherlilie keimt verzögert-hypogäisch nach einem warm/kalt/warm Zyklus.
Die Chromosomenzahl beträgt 2n = 24.

## Verbreitung
Diese Art ist in den USA in Kalifornien und Oregon endemisch.
Die Panther-Lilie wächst in Kolonien mit einem relativ kleinen spezifischen Lebensraum, oft in der Nähe von Flüssen.

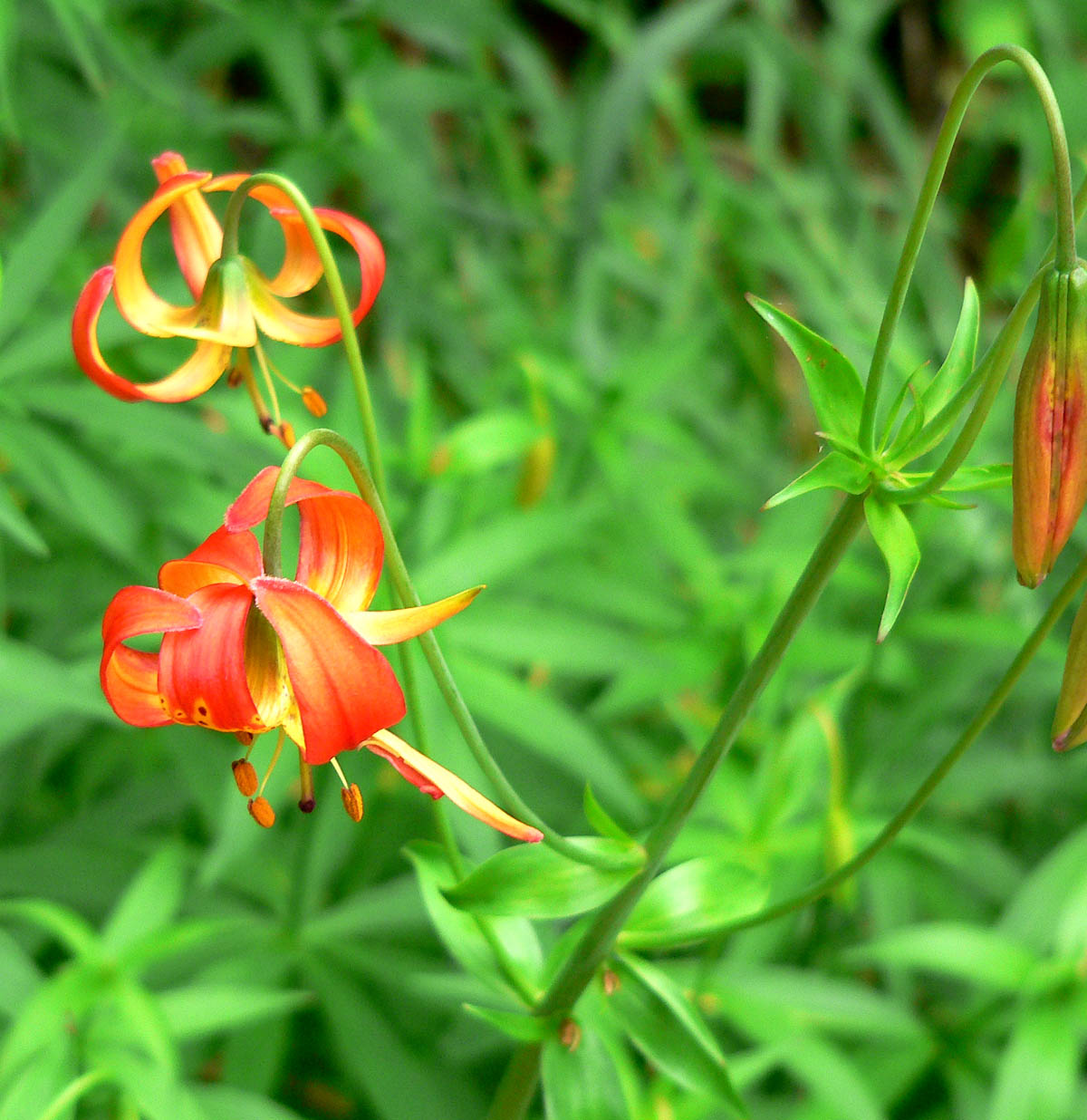
Lilium pardalinum subsp. pitkinense

## Taxonomie und Systematik
Die Panther-Lilie wurde 1859 als Lilum pardalinum von Kellogg in Hesperian. San Francisco Band 3, Seite 300 erstbeschrieben.
Neben der Nominatform Lilium pardalinum subsp. pardalinum existieren als Unterarten:
- Lilium pardalinum subsp. pitkinense (Beane & Vollmer) M.W.Skinner: Pollen rot oder braun-orange, Antheren magenta, Zwiebeln gewöhnlich in zwei Teile segmentiert, Verbreitungsgebiet: in Küstennähe, vor allem um Sebastopol (Kalifornien), dort in Sumpfland. Die Unterart ist stark bedroht und eines der seltensten Lilientaxa überhaupt, die Anzahl der noch existierenden Individuen wird auf nur noch rund 300 Stück geschätzt.
- Lilium pardalinum subsp. shastense (Eastw.) M.W.Skinner: Pollen gelb oder hellorange, Antheren orange zu magenta, Zwiebeln in zwei oder vier Teile segmentiert, Verbreitungsgebiet: nördliches Kalifornien und südliches Oregon.
- Lilium pardalinum subsp. vollmeri (Eastw.) M.W.Skinner: Sehr lange schmale Blätter, Blüten etwas kleiner, Pollen dunkelorange, Verbreitungsgebiet: nordwestliches Kalifornien und südliches Oregon.
- Lilium pardalinum subsp. wigginsii (Beane & Vollmer) M.W.Skinner: Blüten einfarbig gelb, auch Antheren und Pollen gelb, Verbreitungsgebiet: nördliches Kalifornien und südliches Oregon.

Keine echte Varietät ist:
- Lilium pardalinum var. giganteum Stearn & Woodcock: größere Pflanze, bis zu drei Metern, mit bis zu 50 Blüten. Diese vermeintliche Varietät wurde von Jacob Whitman Bailey als Hybride zwischen Lilium pardalinum und Lilium humboldtii identifiziert.

## Kultivierung
Die Zwiebel der Panther-Lilie ist genießbar, sie ist stärkereich, und kann gekocht ähnlich wie die Kartoffel verwendet werden. Sie wurde vor allem von den Atsugewi, Karok und Yana in einem Erdofen gebacken und verzehrt.